# K Ternesse VV Wommelgem
Maillots
Dernière mise à jour : 29 juin 2018.
Le Koninklijke Ternesse Voetbal Vereniging Wommelgem est un club de football belge, localisé dans la commune de Wommelgem. Porteur du matricule 1085, ce club joue en jaune et bleu.
Il évolue en D3 Amateur lors de la saison 2018-2019, ce qui constitue sa 6e saison dans les séries nationales.

## Histoire
Le club est fondé en 1922, mais il ne s'affilie à l'Union belge qu'en 1927. Il reçoit alors le matricule 1085. Le club rejoint la Promotion, alors troisième et dernier niveau national, lors de la saison 1933-1934. Il se maintient à ce niveau trois saisons, dont une qu'il termine vice-champion, puis quitte les nationales en 1936. Il ne quite plus les séries provinciales pendant les 76 ans qui suivent.
Au terme de la saison 2011-2012, le club est sacré champion de la Province d'Anvers et gagne le droit de retourner en nationale. Ce retour ne dure toutefois qu'une saison. Le club débute très mal son championnat et est rapidement distancé. Les résultats s'améliorent en fin de saison mais il est trop tard pour l'équipe qui ne peut éviter une relégation directe.

## Résultats dans les divisions nationales
Statistiques mises à jour le 9 août 2021 - terme de la saison 2020-2021

### Bilan
| Niv | Divisions     | Jouées | Titres | TM Up | TM Down |
| --- | ------------- | ------ | ------ | ----- | ------- |
| I   | 1re nationale | 0      | 0      |       |         |
| II  | 2e nationale  | 0      | 0      |       |         |
| III | 3e nationale  | 3      | 0      |       |         |
| IV  | 4e nationale  | 1      | 0      |       |         |
| V   | 5e nationale  | 2      | 0      |       | 1       |
|     |               |        |        |       |         |
|     | TOTAUX        | 6      | 0      | 0     | 1       |

- TM Up : test-match pour départager des égalités, ou toutes formes de Barrages ou de Tour final pour une montée éventuelle.
- TM Down : test-match pour départager des égalités, ou toutes formes de Barrages ou de Tour final pour le maintien.

### Saisons
| Ordre                             | Saison  | Nom du club              | Niveau                         | Classement final | Remarques             |
| --------------------------------- | ------- | ------------------------ | ------------------------------ | ---------------- | --------------------- |
| 1                                 | 1933-34 | Ternesse VV Wommelgem    | Promotion (D3) série B         | 7e/14            |                       |
| 2                                 | 1934-35 | Ternesse VV Wommelgem    | Promotion (D3) série B         | 2e/14            | [ saisons 1 ]         |
| 3                                 | 1935-36 | Ternesse VV Wommelgem    | Promotion (D3) série C         | 12e/14           | Relégué!              |
| séries régionales et provinciales |         |                          |                                |                  |                       |
| 4                                 | 2012-13 | K. Ternesse VV Wommelgem | Promotion série C              | 17e/18           | Relégué!              |
| séries provinciales               |         |                          |                                |                  |                       |
| 5                                 | 2017-18 | K. Ternesse VV Wommelgem | Division 3 Amateur VFV série B | 12e/16           |                       |
| 6                                 | 2018-19 | K. Ternesse VV Wommelgem | Division 3 Amateur VFV série B | 13e/16           | Barragiste et relégué |
| séries provinciales               |         |                          |                                |                  |                       |